# Martinice u Onšova
Obec Martinice u Onšova (německy Martininitz bei Wonoschau) se nachází v okrese Pelhřimov v Kraji Vysočina. Žije zde 54 obyvatel. Obcí protéká Martinický potok, který je levostranným přítokem řeky Želivky.

## Historie
První písemná zmínka o obci pochází z roku 1362.

## Části obce
- Martinice u Onšova
- Skoranovice

V letech 1950–1976 k obci patřila i Chyšná.

## Pamětihodnosti
- Venkovská usedlost čp. 5